# 汀州戰鬥
汀州戰鬥，中共方面称长岭寨大捷，發生於1929年3月14日，地點則是在中國閩西长汀县。是國共內戰前期主要戰鬥之一，交戰一方為中華民國國民革命軍之郭鳳鳴旅，另一方則為八路軍前身之中國工農紅軍朱德部。該戰鬥主要領軍者，一方為郭鳳鳴另一方則為朱德。戰鬥末了，郭鳳鳴所領軍隊覆沒，郭鳳鳴陣亡。朱德率軍进入长汀县县城。
长岭寨大捷